# هيو بولارد
هيو بولارد (بالإنجليزية: Hugh Bullard)‏ هو عداء سريع باهاماسي، ولد في 16 مارس 1942 في ناساو في باهاماس، وتوفي في 16 فبراير 2008.

## وصلات خارجية
- هيو بولارد على موقع أوليمبيديا (الإنجليزية)